# Serhij Sobecki
Serhij Iwanowycz Sobecki, ukr. Сергій Іванович Собецький, ros. Сергей Иванович Собецкий, Siergiej Iwanowicz Sobiecki (ur. 28 lutego 1951 w Połtawie, Ukraińska SRR) – ukraiński piłkarz, grający na pozycji bramkarza, trener piłkarski.

## Kariera piłkarska
W 1969 rozpoczął karierę piłkarską w drużynie Budiwelnyk Połtawa. Latem 1969 został zaproszony do Dynama Kijów, ale rozegrał tylko jeden mecz i latem następnego roku przeniósł się do Dnipra Dniepropetrowsk. W 1980 przeszedł do Zorii Woroszyłowgrad, w którym zakończył karierę piłkarza.

## Kariera trenerska
Po zakończeniu kariery piłkarza rozpoczął pracę szkoleniowca. Przez dłuższy czas szkolił dzieci w Szkole Sportowej im. Iwana Horpynki. Od lipca 1997 do października 1998 stał na czele drugiej drużyny Worskła-2 Połtawa. Również od 30 sierpnia 1998 do października 1998 razem z Iwanem Szarijem prowadził Worskłę Połtawa. Potem pomagał trenować bramkarzy klubu. 21 czerwca 2001 zastępował głównego trenera w jednym z meczów Mistrzostw Ukrainy z Metalistem Charków (0:1). Od 1 lipca 2004 do 16 czerwca 2005 ponownie pomagał trenować połtawski klub.

## Sukcesy i odznaczenia

### Sukcesy piłkarskie
Dnipro Dniepropetrowsk
- mistrz Pierwoj ligi ZSRR: 1971